# گروه مطبوعاتی لامبراکیس
از سال ۱۹۵۷ توسط کریستوس لامبراکیس مدیریت می‌شود و نقش عمده ای در انتشارات یونان و سیاست‌های یونان دارد، به ویژه از طریق روزنامه‌های برجسته خود، به ویما و تا نئا. این گروه همچنین دارای پورتال خبری In.gr، ایستگاه رادیویی Vima Fm ۹۹٫۵ و مجلات MarieClaire , Cosmopolitan و Vita است.
در ژوئیه ۲۰۱۷، دادگاه بدوی یونان تأیید کرد که این گروه توسط Alter Ego Media SA، یک شرکت شامل دارایی‌های رسانه ای تاجر یونانی اوانجلس ماریناکیس (Evangelos Marinakis)، خریداری می‌شود. تصویب دادگاه برای انتقال مالکیت DOL به Alter Ego به دنبال موفقیت دومی به عنوان بالاترین پیشنهاد در یک فرایند حراج که در اوایل سال ۲۰۱۷ برگزار شد، انجام شد. مدیریت

## مدیریت
این شرکت و گروه توسط هیئت مدیره با اعضای زیر اداره می‌شوند:
رئیس هیئت مدیره: اوانجلوس ماریناکیس
نایب رئیس هیئت مدیره:
مدیر عامل:
اعضای هیئت مدیره حداقل تأثیر را بر شرکت دارند. آنها شامل: